# Антикоагуланс
Антикоагуланси (грч.  и лат. coagulatio) су средства која се дају ради спријечавања процеса згрушњавања крви (коагулација).

## Врсте антикоагуланата
Постоје двије врсте ових средстава:
- Директни антикоагуланти[4]
- Индиректни антикоагуланти

Први дјелују директно на факторе коагулације тиме што редукују њихово дејство, а други спречавају синтезу тих истих фактора.